# Károly Kalchbrenner
Károly Kalchbrenner (Pöttelsdorf, 5 maggio 1807 – Spišské Vlachy, 5 giugno 1886) è stato un micologo ungherese.
Studiò teologia in giovane età e divenne pastore evangelico a Spišské Vlachy, nella Slovacchia nord-orientale. I suoi contributi micologici comprendono la pubblicazione di 60 documenti e la descrizione di oltre 400 funghi provenienti da Europa, Asia, Australia e Sudamerica. Scrisse e illustrò Icones Selectae Hymenomycetum Hungariae. Collaborò con Ferdinand von Mueller nel Victoria, in Australia, con John Medley Wood in Sudafrica, con Mordecai Cubitt Cooke in Inghilterra e con Felix von Thümen in Austria. Fu eletto membro a pieno titolo della Accademia ungherese delle scienze, e membro corrispondente della Linnean Society of New South Wales.
Il genere Kalchbrenneriella fu così chiamato in suo onore.

## Taxa descritti
- Amanita effusa
- Humidicutis lewelliniae
- Lepista caffrorum
- Uredo commelinae[2]

## Pubblicazioni
- bibliografia completa su WorldCat, su worldcat.org.